# ستيف جورج
ستيف جورج (بالإنجليزية: Steve George)‏ هو موسيقي أمريكي، ولد في 20 مايو 1955.

## وصلات خارجية
- ستيف جورج على موقع IMDb (الإنجليزية)
- ستيف جورج على موقع ميوزك برينز (الإنجليزية)
- ستيف جورج على موقع أول ميوزيك (الإنجليزية)
- ستيف جورج على موقع ديسكوغز (الإنجليزية)